# Algemene begraafplaats Keern
De Algemene begraafplaats Keern, is een voormalige algemene begraafplaats in de Noord-Hollandse gemeente Hoorn. De begraafplaats is gevestigd aan de Dampten, voorheen bevond de ingang zich aan de Keern. Op de begraafplaats bevinden zich vier graven die deel uitmaken van de Commonwealth War Graves Commission in Nederland. Hiervoor is ook een groen bordje op de toegangspoort aangebracht.
De begraafplaats is nog wel in gebruik, maar alleen nog voor bijzettingen in familiegraven. Sinds de opening van de begraafplaats aan de Berkhouterweg worden er geen nieuwe graven meer uitgegeven. Het kapelletje, eigenlijk een berghok, is verklaard tot gemeentelijk monument. Per 17 september 2017 is eveneens het oudste deel van de begraafplaats aangewezen als gemeentelijk monument, waarbij het berghok is opgenomen en daarmee als zelfstandig gemeentelijk monument is komen te vervallen.

## Indeling
Bij de aanleg van de begraafplaats werd een indeling gemaakt naar religie: de drie vakken voor katholieken en drie voor protestanten. Het A-vak was voor de mensen de in de Grote Kerk een graf hadden of een aanzienlijk bedrag wilden betalen voor een graf. Het B-vak was voor de mensen die een graf in de Noorder- of Oosterkerk hadden. Het C-vak was voor hen die arm of minvermogend waren. Een vierde vak, vak D, was voor mensen die van buiten de waren, maar wel in de stad waren overleden.

## Bergplaats

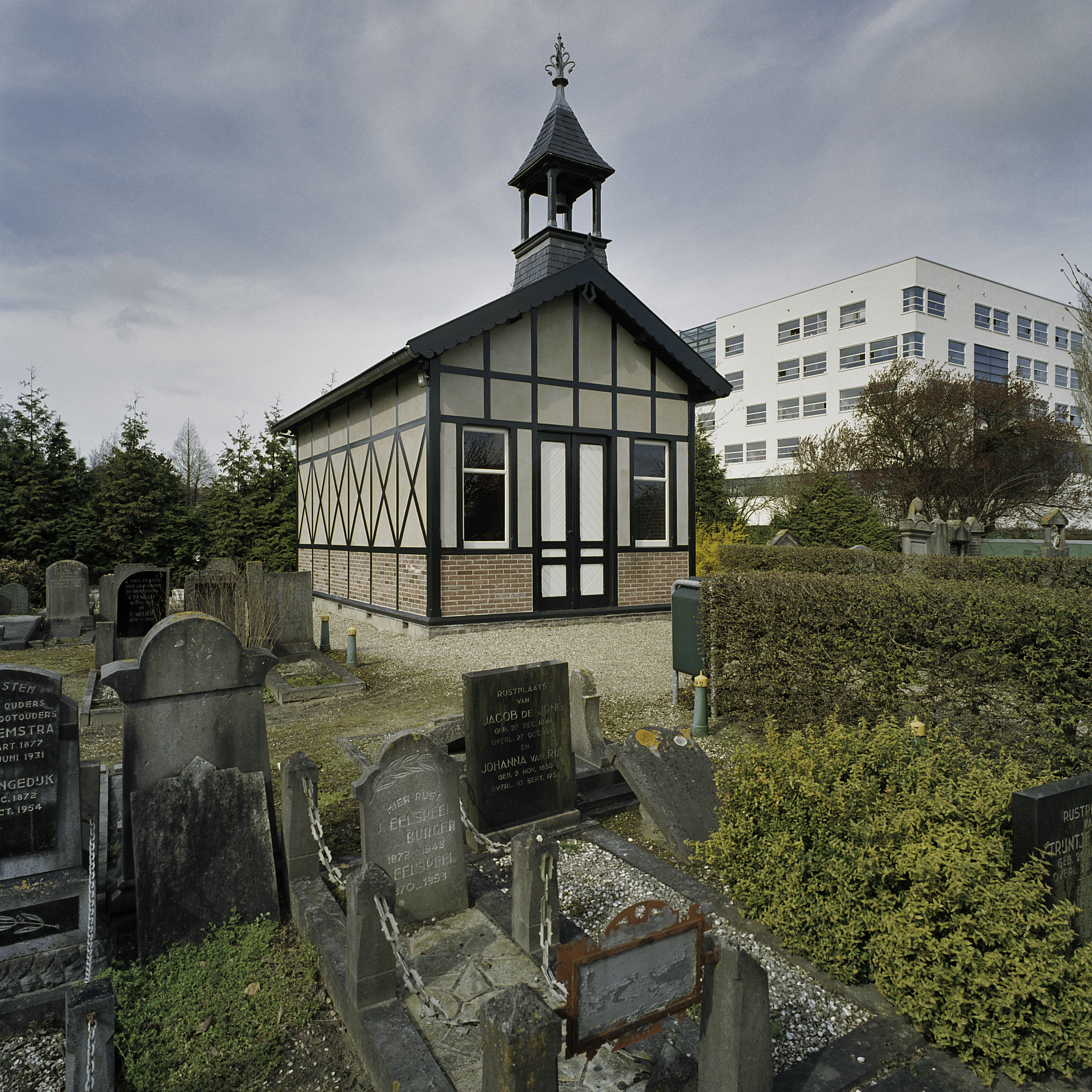
Baarhuisje met één luidklok, in plaats van het huidige carillon.

De bergplaats is in 1901 ontworpen door J. van Reijendam, gemeentelijk architect, in de chaletstijl. Het pand is onderheid met vurenhouten palen waarop gemetselde spaarbogen. De muren zijn van buiten bepleisterd en van binnen uitgevoerd in schoon metselwerk.
In 1995 werd de bergplaats, ook wel aangeduid als kapelletje of baarhuisje, gerestaureerd. Van het originele gebouw is een deel gerestaureerd en een deel is vervangen door nieuw. Van de houten balken is ongeveer de helft vervangen. Vrijwel alle leien op het torentje hebben losgelaten en zijn opnieuw vastgezet. In de toren van het berghok werd ook een luidklok gehangen. In 1992 werd de bergplaats in het gemeentelijke monumentenregister ingeschreven. In 2002 was het gebouwtje opnieuw in verval geraakt. Ook bleken meerdere graven door vandalisme beschadigd te zijn geraakt. Vereniging Oud Hoorn heeft de gemeente verzocht om het hele achterste deel van de begraafplaats op de monumentenlijst te plaatsen. De gemeente heeft dit toen geweigerd.

## Kunstenares
In 1994 was er sprake van om de twee moderne bijgebouwen aan weerszijden van de entree te gaan verhuren als kunstenaarsstudio's. Ondanks bezwaren van inwoners is dit plan toch uitgevoerd. Kunstenares Saskia Wielhouwer heeft de twee entreegebouwen een aantal maanden als atelier gehuurd van de gemeente Hoorn. Op 25 maart 1995 is hier ook een rechtszaak over gevoerd, de rechter besliste toen dat de kunstenares niet langer op de begraafplaats haar atelier mocht houden. Wielhouwer mocht van de gemeente een atelier beginnen op de begraafplaats om zo verloedering van de dodenakker en vandalisme daar tegen te gaan. Op 11 april werd de motivatie bekendgemaakt. Uit de motivatie blijkt dat volgens de rechtbankpresident een atelier een te verschillende functie heeft van wat de gebouwtjes van origine als bestemming hadden en daar was een bestemmingswijziging voor nodig, die nooit door de gemeente gemaakt is.

## Graven
Tussen 1830 en 1871 werden ook de rooms-katholieken op deze begraafplaats begraven. In 1871 werd aan de Drieboomlaan de door Adrianus Bleijs ontworpen gelijknamige rooms-katholieke begraafplaats in gebruik genomen. Tussen 1953 en 1969 werden er links van het baarhuisje in totaal 113 kinderen begraven. Vaak wisten de ouders, broers en zussen niet eens dat het overleden kind daar begraven lag. De meeste graven waren ook anoniem. In 2013 werden de kindergraven en de eveneens daar gelegen knekelput geruimd.
Op de begraafplaats zijn een aantal bijzondere zerken aanwezig, hierbij gaat het voornamelijk om voor Hoorn speciale inwoners:

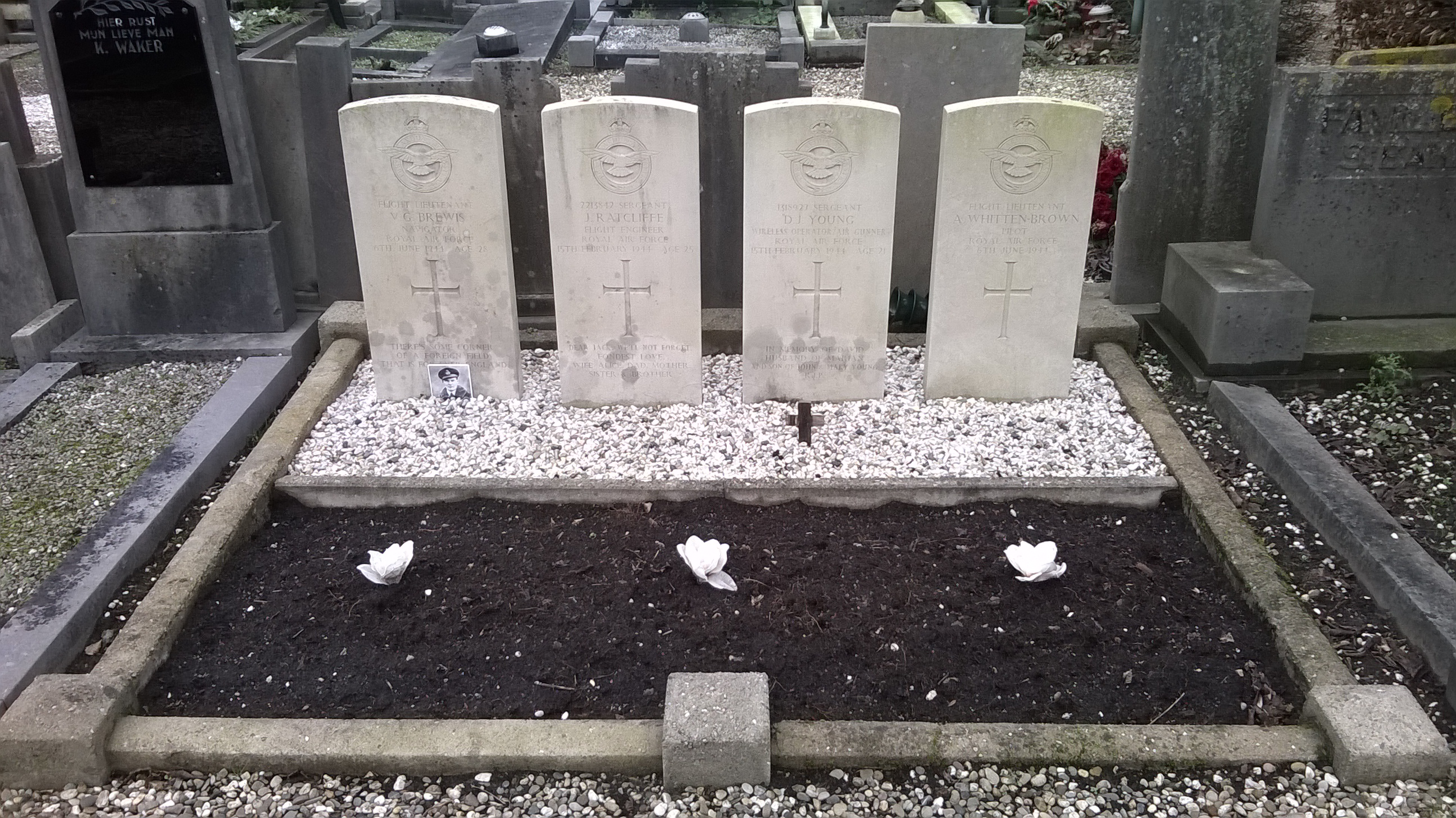
De vier graven van het Gemenebest
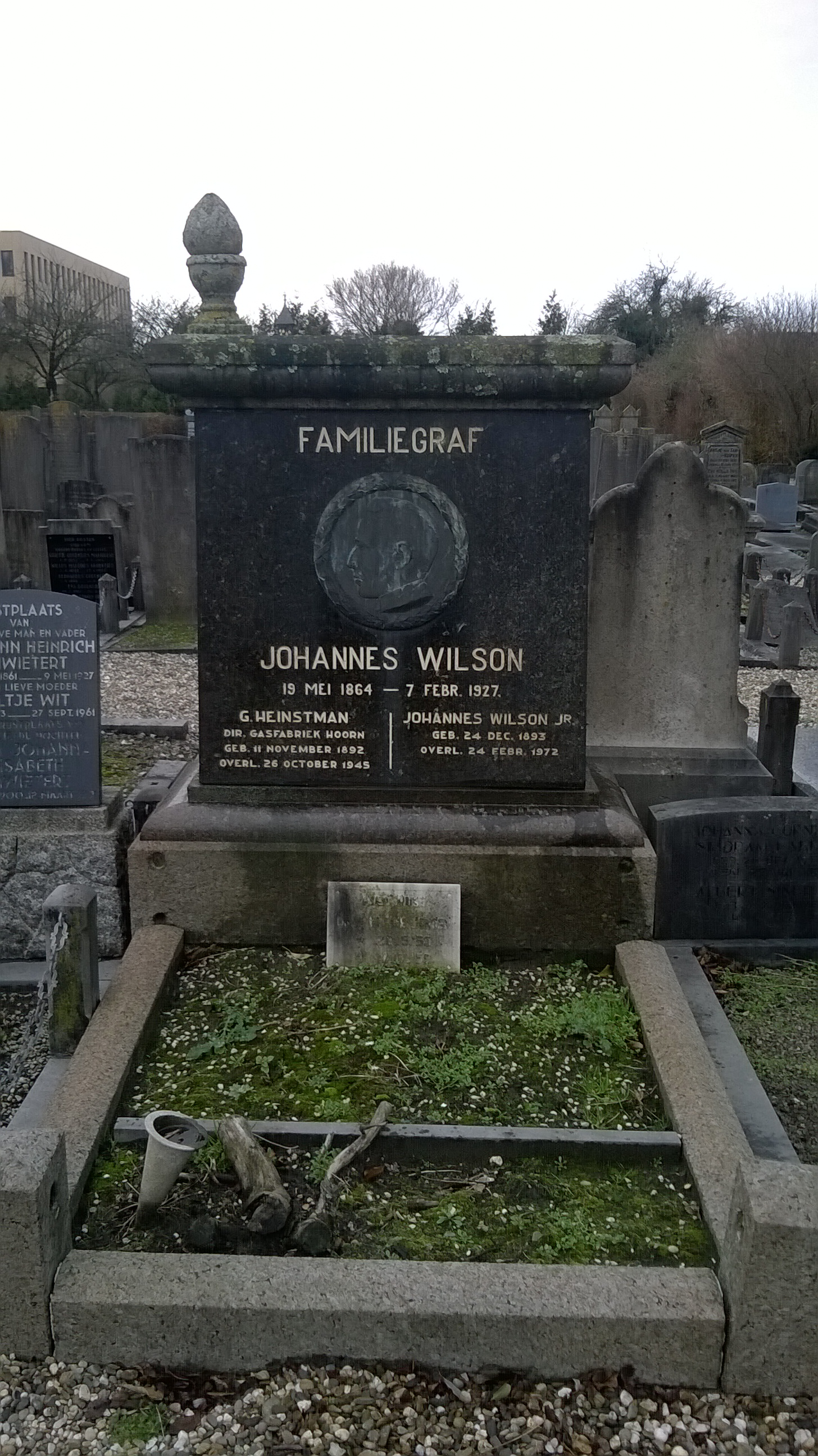
Familiegraf Wilson. G. Heinstman ligt hier eveneens, voormalig directeur van de gasfabriek
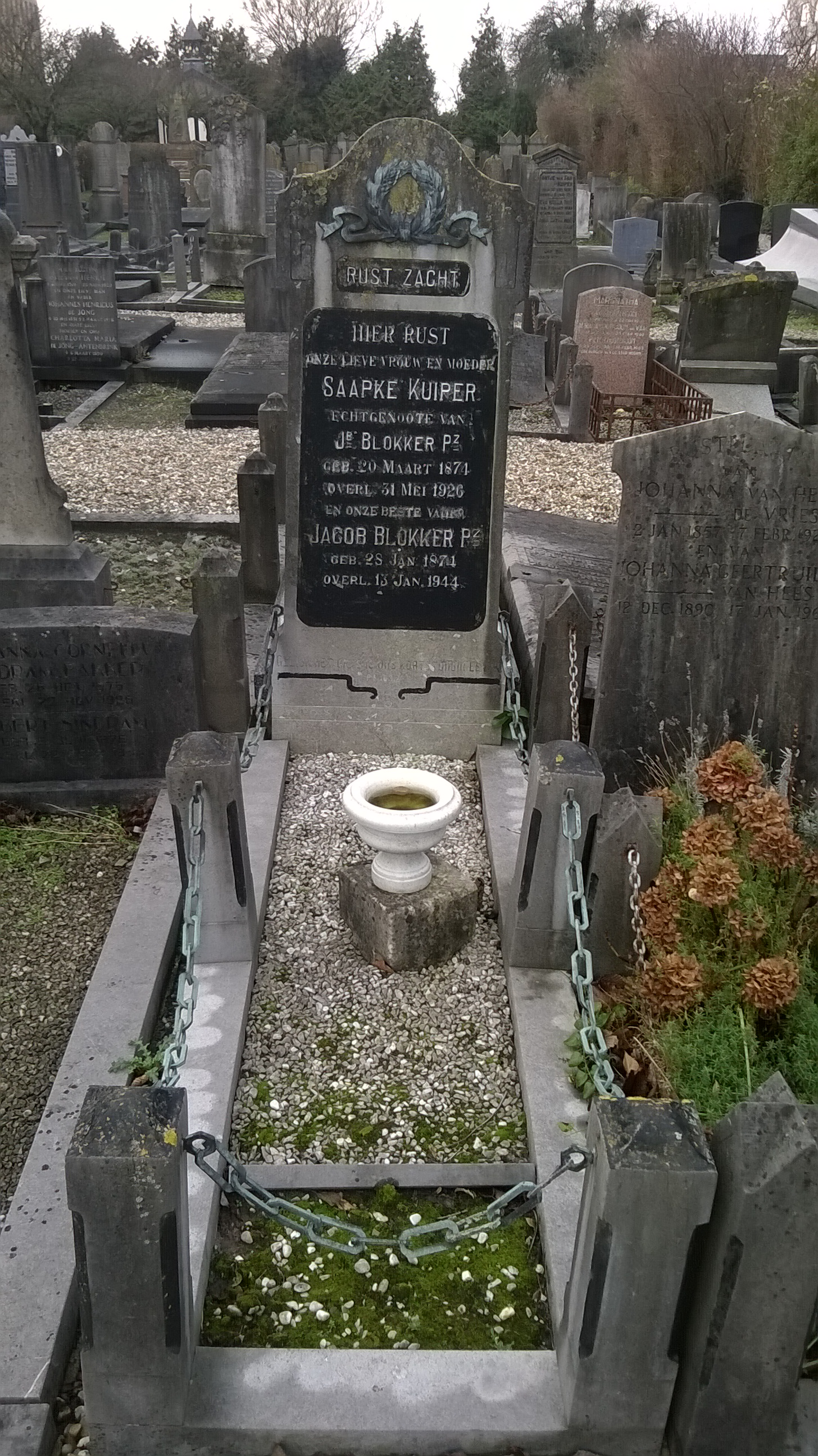
Familiegraf van Jacob Blokker, stichter van de winkelketen Blokker
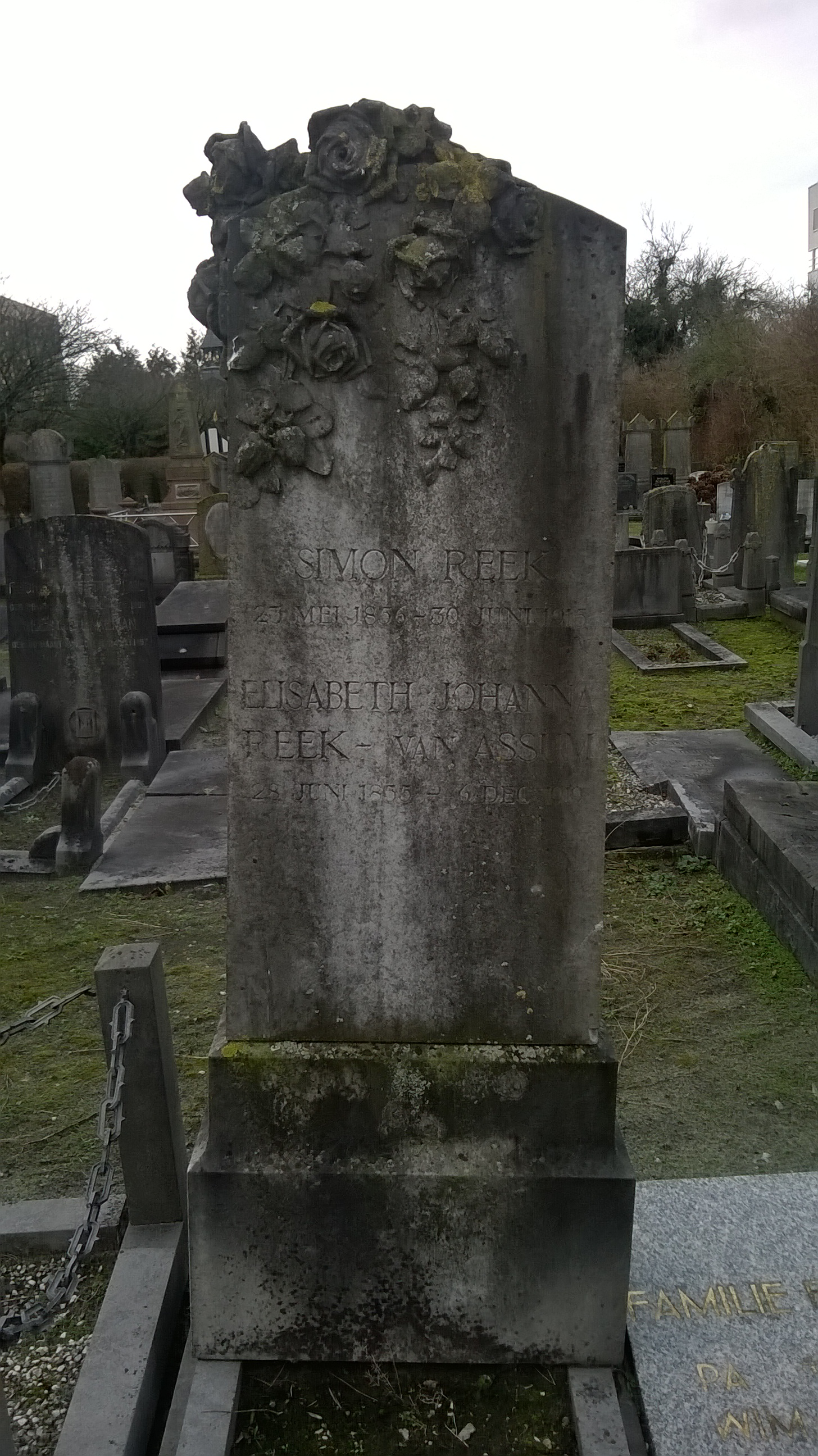
Familiegraf van Simon en Elisabeth Reek
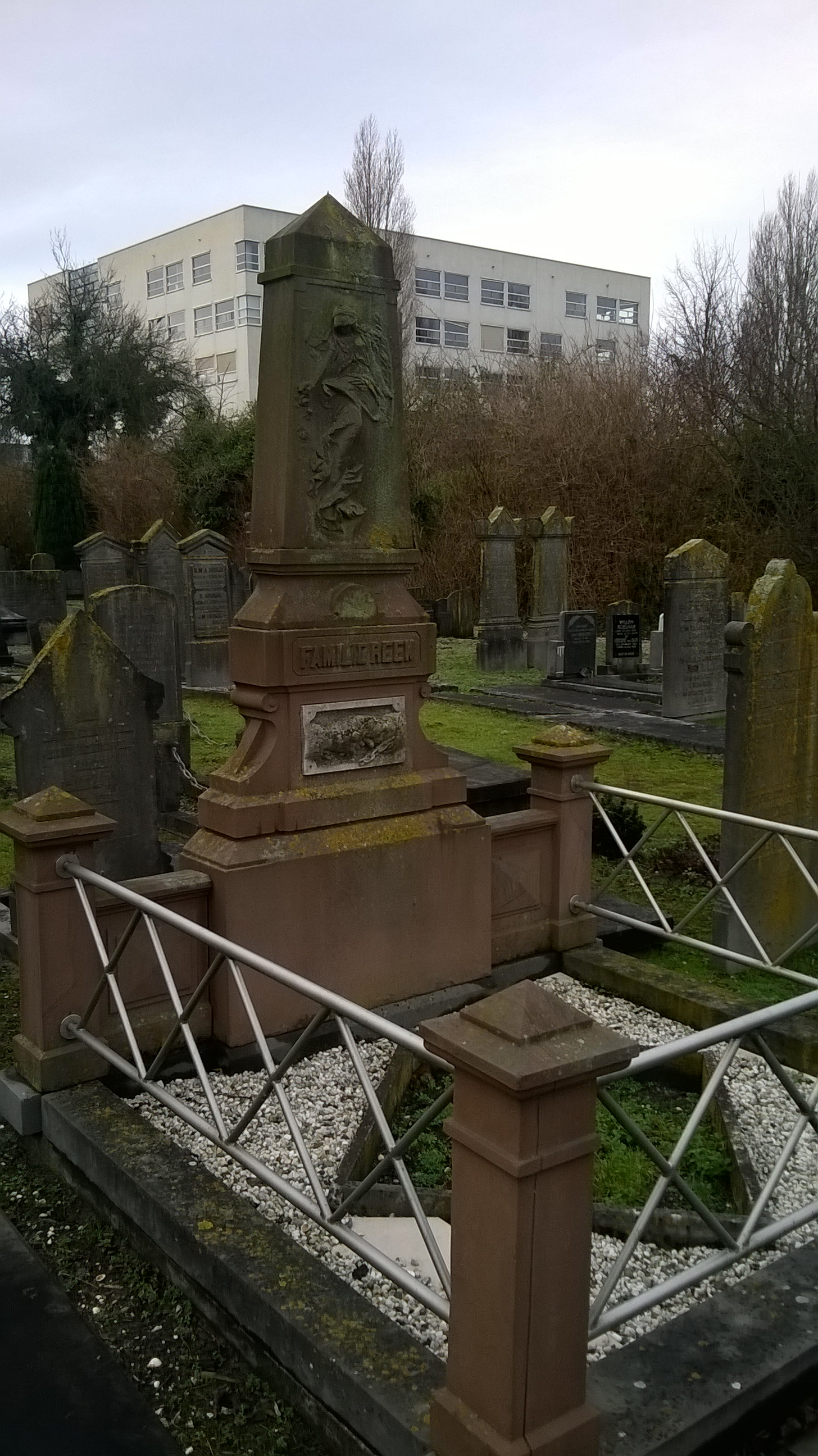
Familiegraf van familie Reek, de familie achter Jan Reek Graniet
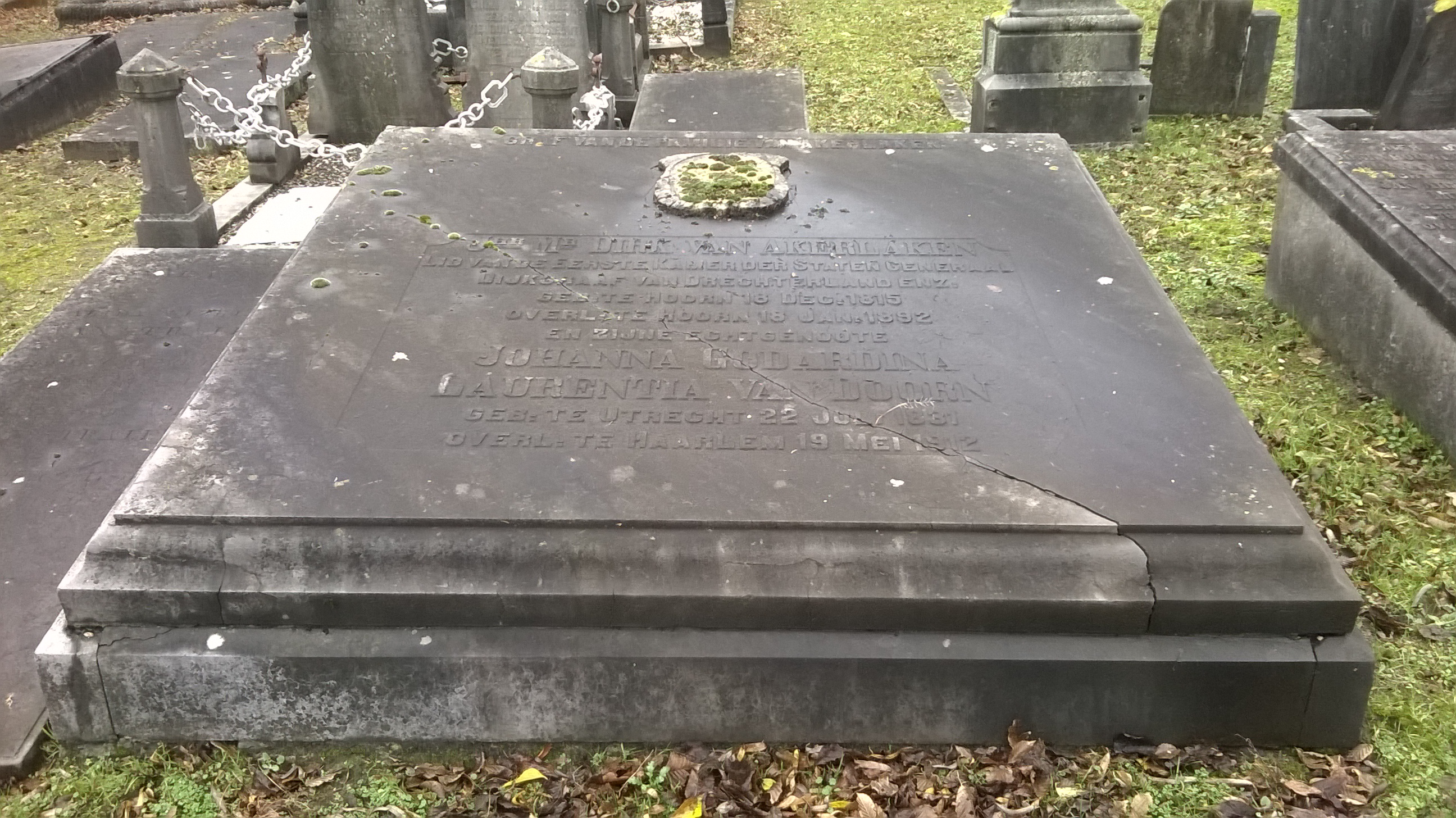
Familiegraf van Dirk van Akerlaken en zijn tweede vrouw
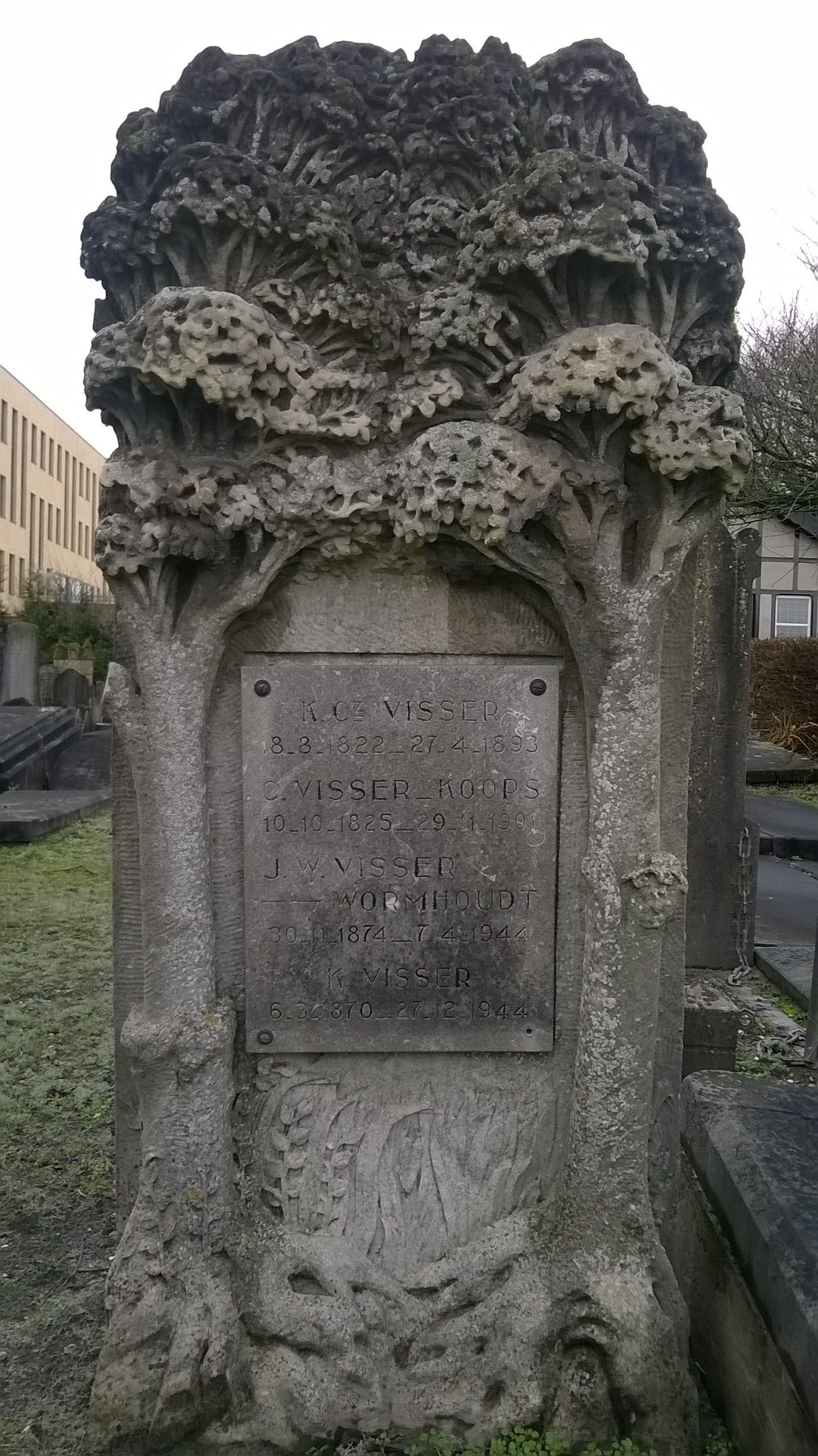
Een bomenzerk van beton, familiegraf familie Visser.
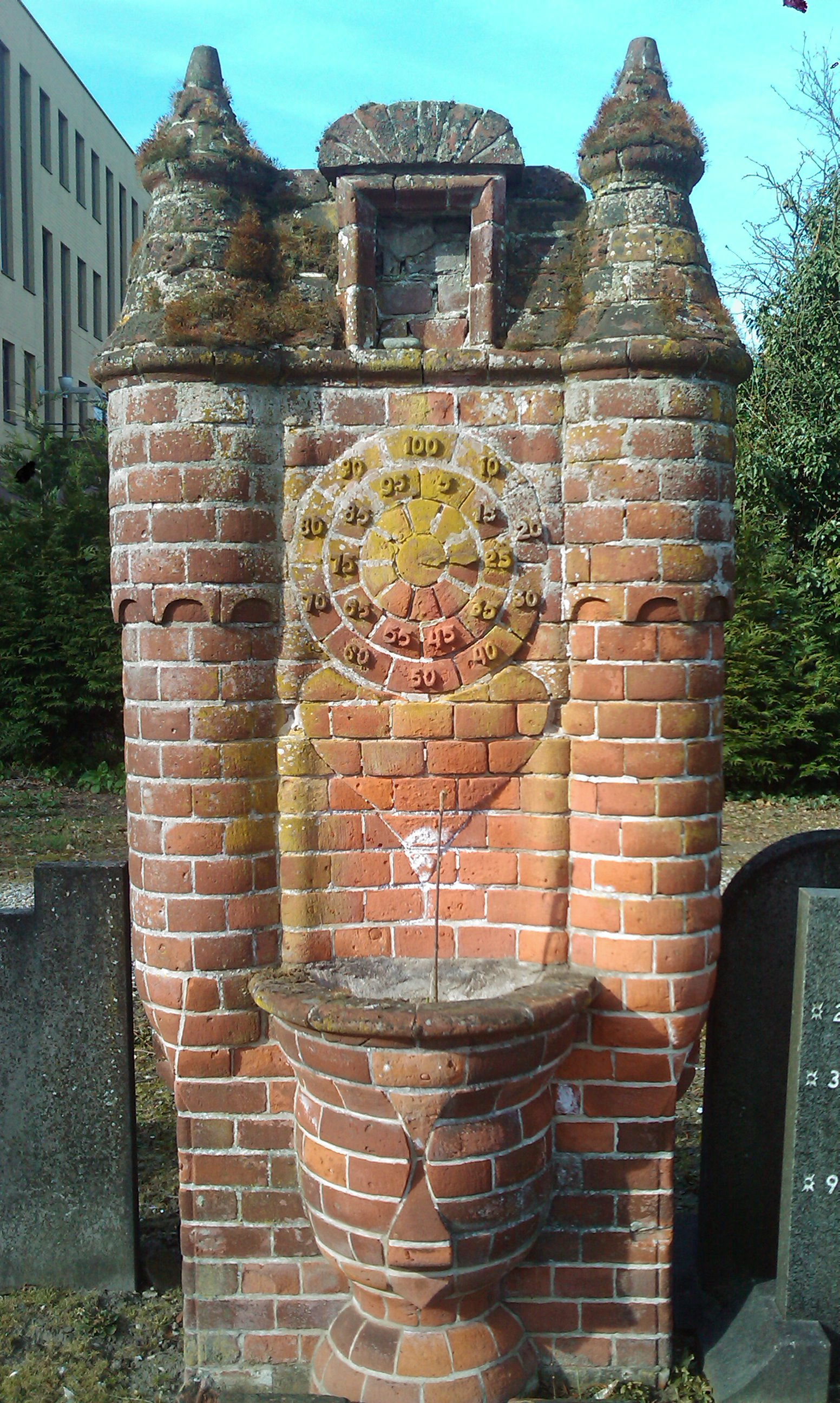
Een zerk gemaakt uit bakstenen.